# Mymoorapelta
Mymoorapelta ist eine wenig bekannte Gattung der Vogelbeckensaurier aus der Gruppe der Ankylosauria. Sie lebte im Oberjura und zählt zu den wenigen bereits aus dieser Epoche bekannten Ankylosauriern.

## Merkmale
Mit rund 3 Metern Länge war Mymoorapelta ein kleiner Ankylosaurier. Kennzeichnend waren wie bei allen Vertretern dieser Gruppe die Knochenplatten (Osteodermen), die eine Panzerung des Rumpfes bildeten. Über dem Becken befand sich ein zusammengewachsener, knöcherner Schild, der in ähnlicher Form auch bei anderen Ankylosauriern (etwa Polacanthus) auftritt, ansonsten ist die Anordnung der Knochenplatten nicht bekannt. Mymoorapelta bewegte sich quadruped (auf allen vieren) fort, die Gliedmaßen waren kurz und kräftig. Der Schädel ist nur bruchstückhaft bekannt, die Zähne waren klein und blattförmig und wie bei allen Ankylosauriern an eine pflanzliche Ernährung angepasst.

## Entdeckung und Benennung
Von Mymoorapelta sind bislang Bruchteile des Schädels, Teile des Skeletts von drei verschiedenen Tieren sowie weitere einzelne Knochen bekannt. Diese fossilen Überreste wurden in der Morrison-Formation im US-Bundesstaat Colorado gefunden und 1994 von James I. Kirkland und Kenneth Carpenter erstbeschrieben. Benannt ist dieser Dinosaurier nach den Entdeckern und Namensgebern des Mygatt-Moore-Steinbruchs, den Pärchen Peter und Marilyn Mygatt und John D. und Vanetta Moore sowie dem griechischen -πελτα/-pelta, das „Schild“ bedeutet. Einzige Art und somit Typusart ist M. maysi, benannt nach Chris Mays, dem damaligen Präsidenten der Dinamation International Corporation und Gründer der gleichnamigen Non-Profit-Gesellschaft, die als Unterstützer der Paläontologie auch die Erforschung des Fossilmaterials dieser Art unterstützt hat. Die Funde werden in den Oberjura (Kimmeridgium) auf ein Alter von 157 bis 152 Millionen Jahre datiert.

## Systematik
Aufgrund von Gemeinsamkeiten im Bau der Knochenplatten wird Mymoorapelta oft in die Gruppe der Polacanthidae oder Polacanthinae eingeordnet, die jedoch umstritten ist. Andere Systematiken wie M. Vickaryous (2004) sehen die Fossilien als zu spärlich für eine genaue Einordnung und führen ihn deshalb als „Ankylosauria incertae sedis“.